# Vic Morrow
Victor "Vic" Morrow, ursprungligen Victor Morozoff, född 14 februari 1929 i Bronx i New York, död 23 juli 1982 i Indian Dunes, Ventura County, Kalifornien, var en amerikansk skådespelare och regissör.
Vic Morrow filmdebuterade i Vänd dem inte ryggen (1955). Han medverkade i 152 avsnitt av krigs-TV-serien Combat! 1962–1967.
Vic Morrow dog den 23 juli 1982, samtidigt som de två barnskådespelarna My-ca Dinh Le och Renee Shin-Yi Chen, under inspelningarna av filmen Twilight Zone - på gränsen till det okända (1983). En helikopter svävade på låg höjd under inspelningen av en scen men skadades av pyroteknik, vilket ledde till att helikoptern kraschlandade över de tre skådespelarna. Morrow och Dinh Le halshöggs av roterbladet samtidigt som Chen krossades av helikopterkroppen. Olyckan kallades för Twilight Zone-tragedin.
Vic Morrow var far till skådespelarna Jennifer Jason Leigh och Carrie Morrow.

## Filmografi i urval
- 1955 – Vänd dem inte ryggen
- 1956 – Mannen som var lagen
- 1957 – Män i krig

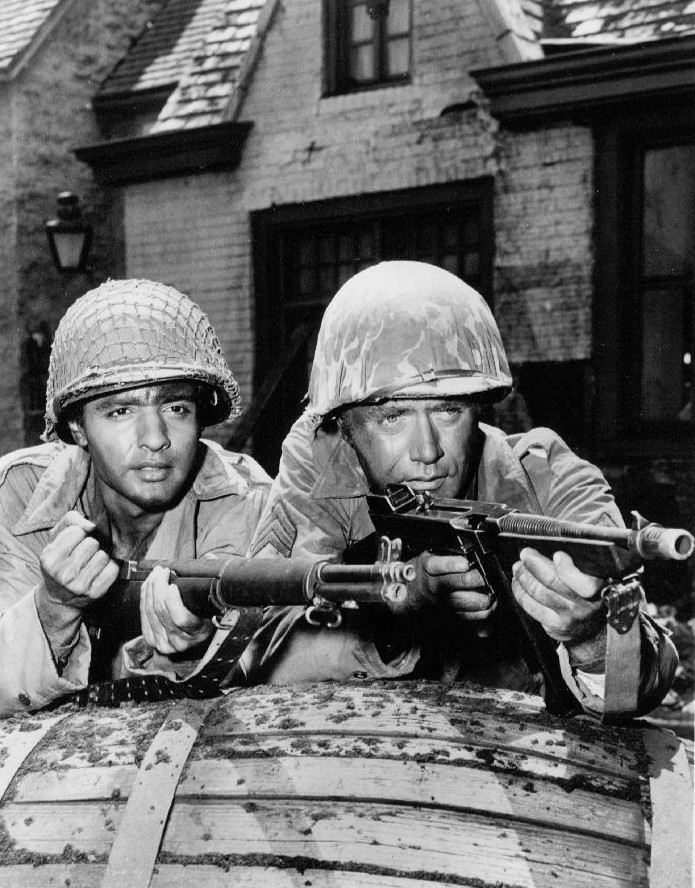
Sal Mineo och Vic Morrow i TV-serien Combat! 1965.

- 1957 – Alfred Hitchcock presenterar (TV-serie) (avsnittet "A Little Sleep")
- 1958 – King Creole
- 1958 – Guds lilla land
- 1960 – Cimarron
- 1960–1961 – Bröderna Cartwright (TV-serie) (två avsnitt)
- 1962–1967 – Combat! (TV-serie) (152 avsnitt)
- 1971 – Hawaii Fem-0 (TV-serie) (ett avsnitt)
- 1974 – Läskiga Mary, knäppa Larry
- 1976 – Björnligan
- 1977 – Rötter (TV-serie) (TV-serie)
- 1983 – Twilight Zone - på gränsen till det okända (Vic Morrow avled under inspelningen av en scen. Scenen klipptes bort ur den slutliga versionen.)